# Chimbote
Chimbote – miasto w zachodnim Peru, w departamencie Ancash, nad zatoką Chimbote, przy Drodze Panamerykańskiej. Według spisu ludności z 22 października 2017 roku miasto liczyło 366 160 mieszkańców. 